# Marija Wladimirowna Koslowa

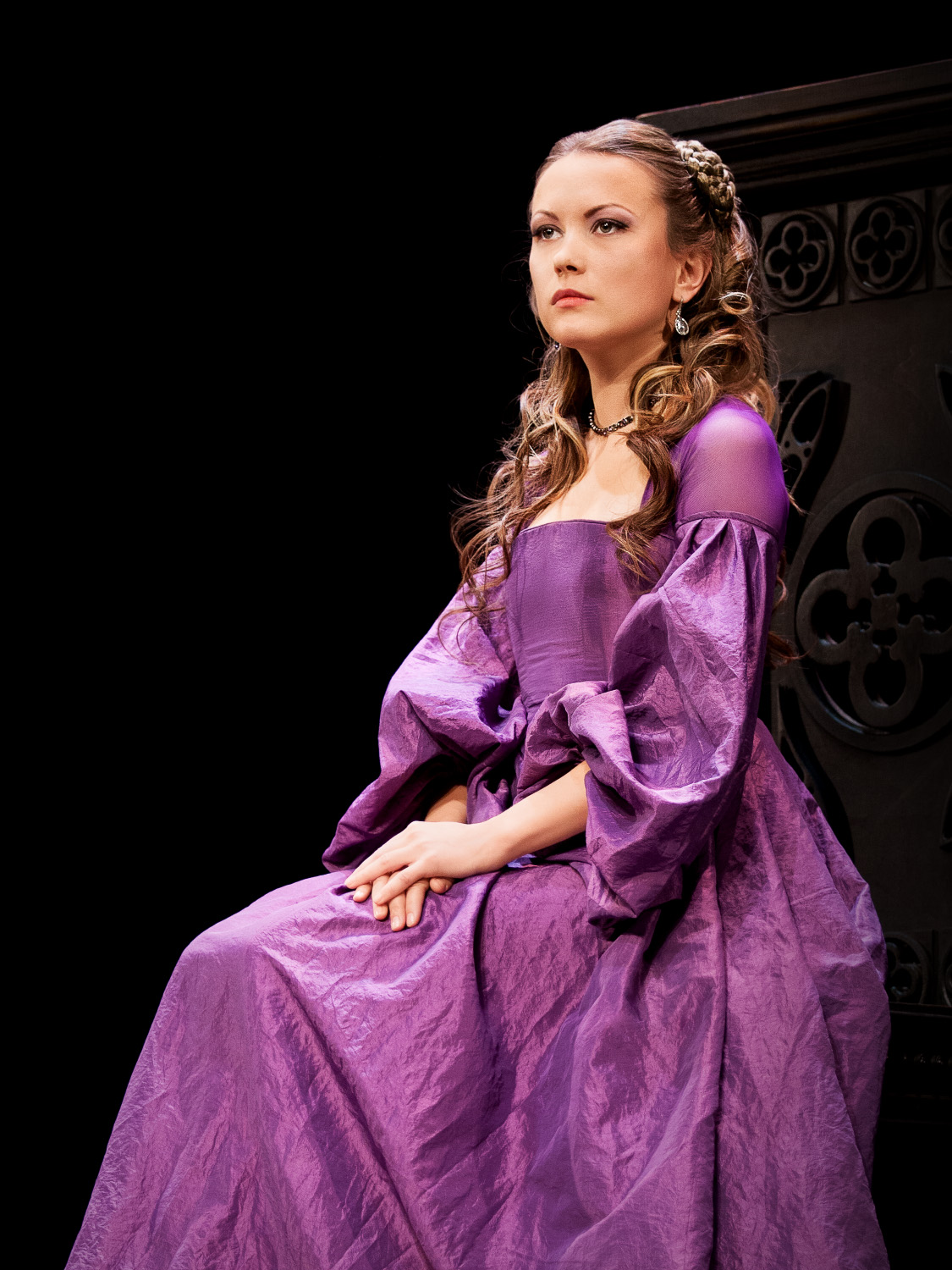
Marija Koslowa, 2013

Marija Wladimirowna Koslowa (russisch Мария Владимировна Козлова, englisch: Maria Kozlova, geboren am 4. Juli 1983 in Narva) ist eine in der Estnischen Sozialistischen Sowjetrepublik geborene russische Schauspielerin. In Westeuropa erlangte sie 2008 Bekanntheit durch die belgische Fernsehserie Matrioshki – Mädchenhändler.

## Schauspielkarriere
Koslowa machte 2006 machte ihren Abschluss in Höherer Theaterkunsta an der Schtschukin-Theaterhochschule in Moskau. Bereits ein Jahr zuvor bekam sie eine Hauptrolle in der russischen Fernsehserie Adjutanten der Liebe. Im Jahr 2008 übernahm sie die Rolle der Prostituierten Svetlana in der zweiten Staffel der belgischen Rotlicht- und Menschenhandel-Fernsehserie Matrioshki – Mädchenhändler.

## Filmographie (Auswahl)

### Fernsehserien
- 2005 – Adjutants of Love (Адъютанты любви), 15 Folgen

- 2008 – Rob en ...
- 2008 – Matrioshki – Mädchenhändler (Matroesjka's 2)

### Filme
- 2003 – The kid in the milk (Козлёнок в молоке)
- 2005 – Talisman of Love (Талисман любви)
- 2006 – Juncker (Юнкера)
- 2008 – Keys to happiness (Ключи от счастья)
- 2008 – Spellbound Love (Колдовская любовь)
- 2008 – Sawa (Савва)
- 2008 – Champion (Чемпион)
- 2009 – Officers 2 (Офицеры 2)
- 2009 – Two sides of Anna (Две стороны одной Анны)
- 2009 – Tango with an Angel (Танго с ангелом)
- 2010 – Adult daugter, test or... (Взрослая дочь, или тест на...)
- 2011 – Keys to happiness 2 (Ключи от счастья 2)